# Massey Glacier
Massey Glacier är en glaciär i Antarktis. Den ligger i Östantarktis. Nya Zeeland gör anspråk på området. Massey Glacier ligger 2 036 meter över havet.
Terrängen runt Massey Glacier är varierad. Trakten är obefolkad. Det finns inga samhällen i närheten. 